# Das Weib des Pharao
Das Weib des Pharao is een Duitse spektakelfilm uit 1922 onder regie van Ernst Lubitsch. De film was destijds de duurste productie uit de Duitse filmgeschiedenis. Dat kwam door de grote decors, massascènes en omdat de zwart-witfilm bijgekleurd werd. Ook werd er gefilmd vanuit een luchtballon.

## Verhaal
Het verhaal speelt in het oude Egypte en gaat over de strijd tussen farao Amenes en de Ethiopische koning Samlak. De slavin Theonis zit er als speelbal tussenin.

## Rolverdeling
| Acteur            | Personage     |
| ----------------- | ------------- |
| Emil Jannings     | Farao Amenes  |
| Harry Liedtke     | Ramphis       |
| Dagny Servaes     | Theonis       |
| Paul Wegener      | Koning Samlak |
| Lyda Salmonova    | Makeda        |
| Albert Bassermann | Sotis         |
| Paul Biensfeldt   | Menon         |
| Friedrich Kühne   | Hoofdpriester |